# Strahlhorn
Le Strahlhorn est un sommet de 4 190 mètres d'altitude des Alpes valaisannes.
La sortie de la voie Normale est la cabane Britannia (Britanniahütte) (3 030 m), accessible depuis Saas Fee (1 803 m).
La première ascension du Strahlhorn a été réalisée le 15 août 1854 par Christopher Smyth, Ulrich Lauener, Edmund J. Grenville et Franz Andenmatten.